# Ferenc Berkes (Politiker)
Ferenc Berkes (* 4. April 1893 in Kiskunfélegyháza (Felegyhaza), Österreich-Ungarn; † 21. November 1919 in Orgovány, Komitat Pest-Pilis-Solt-Kiskun, Ungarn) war ein ungarischer Journalist und Politiker (Ungarländische Partei der Kommunisten).

## Leben
Ferenc Berkes erlernte den Beruf des Schlossers. Von 1912 bis 1915 war er Journalist für die Tageszeitung Szegedi Napló („Szegediner Tagblatt“), die als „fortschrittlich und bürgerlich“ beschrieben wird.
Zur Zeit der Ausrufung der Ungarischen Räterepublik am 21. März 1919 war Ferenc Berkes Mitarbeiter der Budapester sozialdemokratischen Tageszeitung Népszava („Volksstimme“), dann politischer Mitarbeiter der Gewerkschaft Hangya („Ameise“). Der Regierungsrat berief ihn im Juni 1919 zum Gesandten für Kecskemét und zum Politkommissar der 1. Armee.
Nach der Niederlage der Räterepublik, die am 1. August 1919 zusammenbrach, und nachdem die rumänischen Truppen am 16. November Kecskemét verlassen hatten, wurden etwa 55 Gefangene nach Orgovány und in den Wald nach Szikra verschleppt, wo Ferenc Berkes zusammen mit 32 anderen vom Korps des Iván Héjjas (1890–1950) exekutiert wurde. Berkes selbst hatte in Kecskemét noch im Juli mehrere Exekutionen angeordnet.
Die Magyar Posta („Ungarische Post“) widmete Ferenc Berkes eine Briefmarke mit einem Nominalwert von 1 Forint, die zum fünften Kongress der ungarischen Genossenschaftsbewegung herausgegeben wurde und am 29. März 1962 erschien. Von 1971 bis 1990 gab es eine Handelsschule und auch ein Studentenheim in Kecskemét, die nach ihm benannt worden waren. Noch heute trägt eine Wohnsiedlung in Kecskemét seinen Namen.